# Jörg Lengersdorf
Jörg Lengersdorf (* 1973 in Hückelhoven) ist ein deutscher Violinist und Hörfunkmoderator.

## Leben
Jörg Lengersdorf, der jüngere Bruder des Pianisten Heinz Lengersdorf, erhielt mit sieben Jahren seinen ersten Geigenunterricht und wurde mit 16 Jahren zunächst Jungstudent bei Charles Andre Linale an der Aachener Abteilung der Hochschule für Musik und Tanz Köln und später Student bei Boris Pergamenschtschikow am Standort Köln. Mehrere Meisterkurse unter anderem bei Keiko Wataya in Utrecht und Eberhard Feltz in Berlin sowie ein Auslandssemester im Jahr 1993 an der European Mozart Academy in Prag, wo er mit Künstlern wie Dénes Zsigmondy, Sándor Végh und Ana Chumachenco zusammenarbeitete, rundeten seine Ausbildung zum Konzertviolinisten ab.
Danach folgten Einladungen zu seiner Teilnahme sowohl als Solist als auch als Kammermusiker in unterschiedlichen Besetzungen bei verschiedenen in- und ausländischen Festivals für klassische Musik, unter anderem in Plön, Prag, Luzern und Evian. Weitere Einladungen erhielt Lengersdorf, der zwischenzeitlich auch zu den Gründungsmitgliedern des Malikian-Quartetts und des Settembrini-Klaviertrios gehörte, zu mehreren Rundfunkproduktionen für den Westdeutschen Rundfunk (WDR), den Südwestrundfunk (SWR), den Deutschlandfunk (DLF), das Schweizer Radio DRS und die Deutsche Welle (DW). Darüber hinaus folgten mehrere CD-Aufnahmen mit Werken von Bach, Brahms, Kreisler und Mozart aber auch Interpretationen Neuer Musik von Gerd Zacher, Klaus Linder oder Juan Allende-Blin.
Trotz seiner zahlreichen Verpflichtungen begann Lengersdorf zwar zunächst noch mit einem Studium der Rechtswissenschaften, fand aber dann immer mehr Gefallen an der  Tätigkeit eines journalistischen Moderators. In diesem Metier führte ihn sein Weg zunächst zu der Tätigkeit als Moderator für Jugendkonzerte beim Bayerischen Rundfunk und zum Jugendsender 1 Live, für welchen er 2011 das Projekt „1Live in der Philharmonie“ mit ins Leben gerufen hatte. Seit 2008 gehört Lengersdorf zum Moderatorenteam des WDR 3 und ist bei den Sendungen „tonArt“, „Klassik Forum“ (seit 2013) und „Lieblingsstücke“ (seit 2016) zu hören. Darüber hinaus moderiert er seit 2012 die Sendungen „Musikstunde“ und „Treffpunkt Klassik“ im SWR 2. Des Weiteren gehört Lengersdorf zu den aktiven Jury-Mitgliedern für die Vergabe des Preises der deutschen Schallplattenkritik.
Zwischenzeitlich veranstaltete er unter der zeitweiligen Schirmherrschaft der damaligen Bundesministerin Ursula von der Leyen spezielle Schulprojekte, bei denen die Kinder und Jugendlichen aktiv und spielerisch an die klassische Musik herangeführt werden, wie beispielsweise „Pierre und Wer“ und „Musik aus im Hexenhaus“ auf Schloss Bloemersheim sowie „Suppenschüssel-Swing“ und „Nix wie weg“ in Neukirchen-Vluyn. Darüber hinaus erstellt er seit 2012 für die rheinland-pfälzische Stiftung „Villa Musica“ in Mainz ein Konzept für deren Projekt „Neue Wege der Musikvermittlung“ und moderiert die Kinderkonzerte auf Schloss Engers.
Seit dem Jahr 2000 unterrichtete Jörg Lengersdorf als Dozent zunächst an der Niederrheinischen Musik- und Kunstschule Duisburg und ist seit 2010 an der Folkwang Universität der Künste in Essen als Dozent für Musikvermittlung und Rhetorik im Radio tätig. Darüber hinaus ist er Dozent für Klassische Musik im Kulturradio und Moderationsästhetik an der Hochschule für Musik Karlsruhe.